# Louis Ferdinand van Pruisen (1944-1977)
Louis Ferdinand Oscar Christiaan (Golczew, Myślibórz, 25 augustus 1944 — Bremen, 11 juli 1977), was de op een na jongste zoon van Louis Ferdinand van Pruisen en Kira Kirillovna van Rusland. In huiselijke kring had hij de bijnaam Lulu.
Louis Ferdinand meldde zich in 1967 vrijwillig aan bij de Bundeswehr met als doel reserve-officier te worden. 

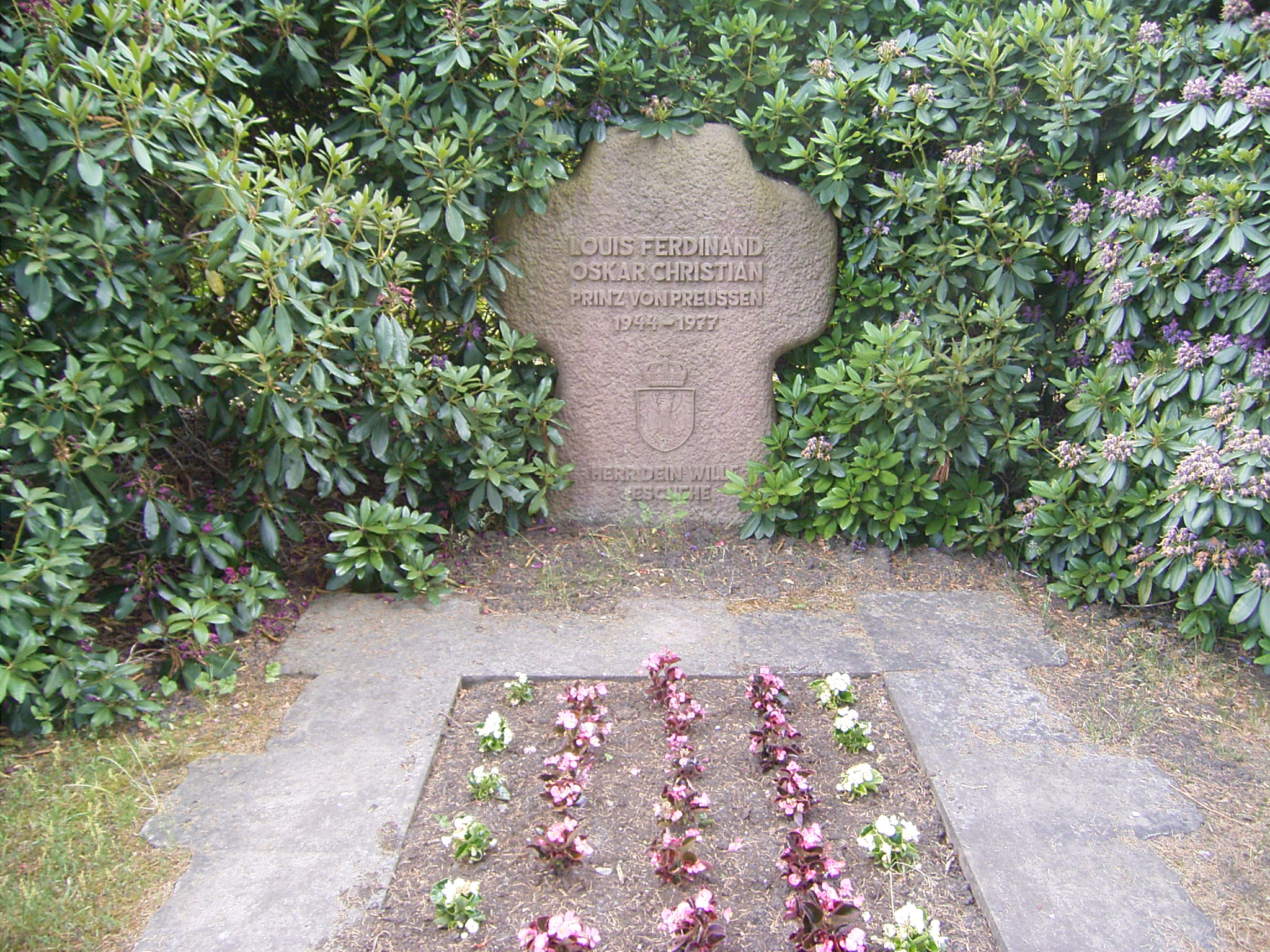
Graf van Louis Ferdinand jr.

Op 23 mei 1975 huwde Louis Ferdinand met gravin Donata Emma zu Castell-Rüdenhausen (1950-2015), zij kregen twee kinderen:
- Georg Friedrich Ferdinand van Pruisen (10 juni 1976)
- Cornelie-Cécile Viktoria Luise van Pruisen (30 januari 1978); zij kwam gehandicapt ter wereld

In mei 1977 was Louis Ferdinand betrokken bij een ernstig ongeluk tijdens een militaire oefening. Hij raakte klem tussen twee voertuigen, liep inwendige bloedingen op en overleed twee maanden later.